# (3239) Meizhou
(3239) Meizhou ist ein Asteroid des Hauptgürtels, der am 29. Oktober 1978 am Purple-Mountain-Observatorium in Nanjing entdeckt wurde.
Benannt ist der Asteroid nach der Stadt Meizhou in der chinesischen Provinz Guangdong.